# فرشوط
۲۶°۰۳′۱۸″شمالی ۳۲°۰۹′۵۰″شرقی / ۲۶٫۰۵۴۹°شمالی ۳۲٫۱۶۴۰۱۸°شرقی
فرشوط نام شهر و شهرستانی در استان قنا مصر است.